# Akçakale
Akçakale (arabisch تل اأبيض Tal Abyaḍ) ist ein Landkreis (İlçe) der türkischen Provinz Şanlıurfa in Südostanatolien und zugleich eine gleichnamige Gemeinde (Belediye) der 2012 geschaffenen  Şanlıurfa Büyükşehir Belediyesi (Großstadtgemeinde/Metropolprovinz). Die im Stadtsiegel abgebildete Jahreszahl 1946 dürfte auf das Jahr der Erhebung zur Gemeinde (Belediye/Belde) hinweisen.
Akçakale liegt etwa 49 km südöstlich der Provinzhauptstadt Şanlıurfa an der syrischen Grenze. Die Stadt ist ein geteilter Ort und hieß ursprünglich Tell Abyad oder Tilabyad.  Der in Syrien gelegene Teil heißt weiterhin Tall Abyad. Die Bevölkerung besteht hauptsächlich aus Arabern. Im Landkreis werden bevorzugt Baumwolle und Weizen angebaut.

## Verwaltung
Der Landkreis bestand schon bei Gründung der Türkei 1923. Bis 2012 bestand der Kreis aus der Kreisstadt (Ende 2012: 28.684 Einw., 9 Mahalle) und der Gemeinde (Belediye) Pekmezli (2.984, 2 Mahalle) sowie 91 Dörfern (mit insg. 60.063 Einw.). Durch die Verwaltungsreform von 2013 wurden diese Dörfer (Köy) sowie Pekmezli (als Ganzes) in Mahalles umgewandelt, so dass deren Zahl von 11 auf 104 stieg. Ende 2020 lag die Zahl der Mahalles bei 119 mit einer Durchschnittsbevölkerung von 995 Einwohnern, der Fatih Sultan Mehmet Mahalle war mit 7.161 das größte Stadtviertel.

## Zwischenfall
In der Nacht vom 3. auf den 4. Oktober 2012 schlugen in Akçakale im Zuge des Bürgerkriegs in Syrien laut Angaben der türkischen Regierung drei Granaten ein. Diese seien von der syrischen Armee abgefeuert worden und hätten vier Kinder und ihre Mutter und eine weitere Frau getötet und 13 weitere Personen, darunter einige Polizeibeamte, verletzt. Als Reaktion darauf beschossen die türkischen Streitkräfte eine Militärbasis nahe Tall Abyad und forderten den Sicherheitsrat der Vereinten Nationen auf, die Vorfälle zu untersuchen.